# 크로말베올라타
유색피하낭류 또는 크로말베올라타(Chromalveolata)는 진핵생물에 속하는 계의 하나로, 1998년 토머스 캐벌리어스미스가 그가 1981년 제안했던 크로미스타(Chromista)의 개정안으로 제안한 것이다. 2006년 기준으로 이는 진핵생물의 여섯 개 하위 분류군 가운데 하나로 받아들여지고 있지만, 크로말베올라타가 단계통군인지에 대해서는 명확하게 밝혀지지 않았다.

## 생물군 및 분류
2006년 기준으로, 크로말베올라타는 진핵생물의 6개 주요 생물군 중의 하나로 흔히 간주되고 있음에도 불구하고, 논란이 뜨거우며, 처음에 제안되었던 단계통적 특징은 나타나지 않는다.
그러나 섬모충류와 물곰팡이류와 같은 일부 생물군들은 광합성 능력을 잃어버렸으며, 대부분 독립영양을 한다. 모든 광합성 크로말베올라타는 엽록소 a와 c를 사용하며, 다수는 보조색소를 사용한다.
크로말베올라타는 유사 글리세르알데히드-3-인산 탈수소효소 단백질을 공유한다.
크로말베올라타는 어떤 공식적인 분류도 주어져 있지 않지만, “계”(kingdom)의 하나로 간주될 수도 있다.

### SA/SAR
엄밀히 말하면, 최근의 발현염기서열단편 분석을 통해, 리자리아군은 피하낭류와 부등편모조류군을 포함하는 SAR 대형군이라 불리는 생물군으로 제안되고 있다.
"SAR"는 3개의 주요 그룹("S"는 "Stramenopiles" 또는 부등편모조류(Heterokontophyta), "A"는 피하낭류(Alveolata), 그리고 "R"은 리자리아(Rhizaria)를 가리킨다.)을 포함하지만, 대부분의 계통 분류는 "S"와 "A"가 "R" 보다는 서로 좀 더 밀접한 관계에 있음을 보여주고 있으며, 이를 하나의 축소된 크로말베올라타 군(하크로비아(Hacrobia)를 제외한)으로 분류한다.

## 같이 보기
- 할바리아